# Louvigné
För andra betydelser, se Louvigné (olika betydelser).
Louvigné är en kommun i departementet Mayenne i regionen Pays de la Loire i nordvästra Frankrike. Kommunen ligger i kantonen Argentré som tillhör arrondissementet Laval. År 2022 hade Louvigné 1 182 invånare.

## Befolkningsutveckling
Antalet invånare i kommunen Louvigné
| Referens: INSEE |